# Werner Franz Siebenbrock
Dom Werner Franz Siebenbrock, S.V.D. (Münster, 27 de setembro de 1937 - Juiz de Fora, Minas Gerais 24 de dezembro de 2019) foi um bispo católico da Diocese de Governador Valadares.
Sacerdote da Congregação do Verbo Divino (SVD) nasceu em 1937 na Alemanha. No Brasil, foi pároco da Igreja Matriz Cristo Redentor, Rua da Laranjeiras muitos anos. Transferido para Belo Horizonte foi ordenado bispo auxiliar de Belo Horizonte, depois transferido para a Diocese de Nova Iguaçu, Estado do Rio de Janeiro, e daí voltou para Minas Gerais como Bispo da Diocese de Governador Valadares em 19 de dezembro de 2001. Renunciou ao chegar aos 75 anos, conforme as leis canônicas e foi sucedido por Dom Antônio Carlos Félix.
Dom Werner faleceu aos 82 anos de idade, na cidade de Juiz de Fora.